# Anorexigen
Un  anorexigen sau un anorectic este un medicament utilizat pentru a scădea apetitul, ceea ce duce la scăderea aportului alimentar și la pierderi în greutate. Spre deosebire de acestea, medicamentele orexigene produc stimularea apetitului.
Sunt utilizate în tratamentul obezității.